# Rennbahn Grunewald

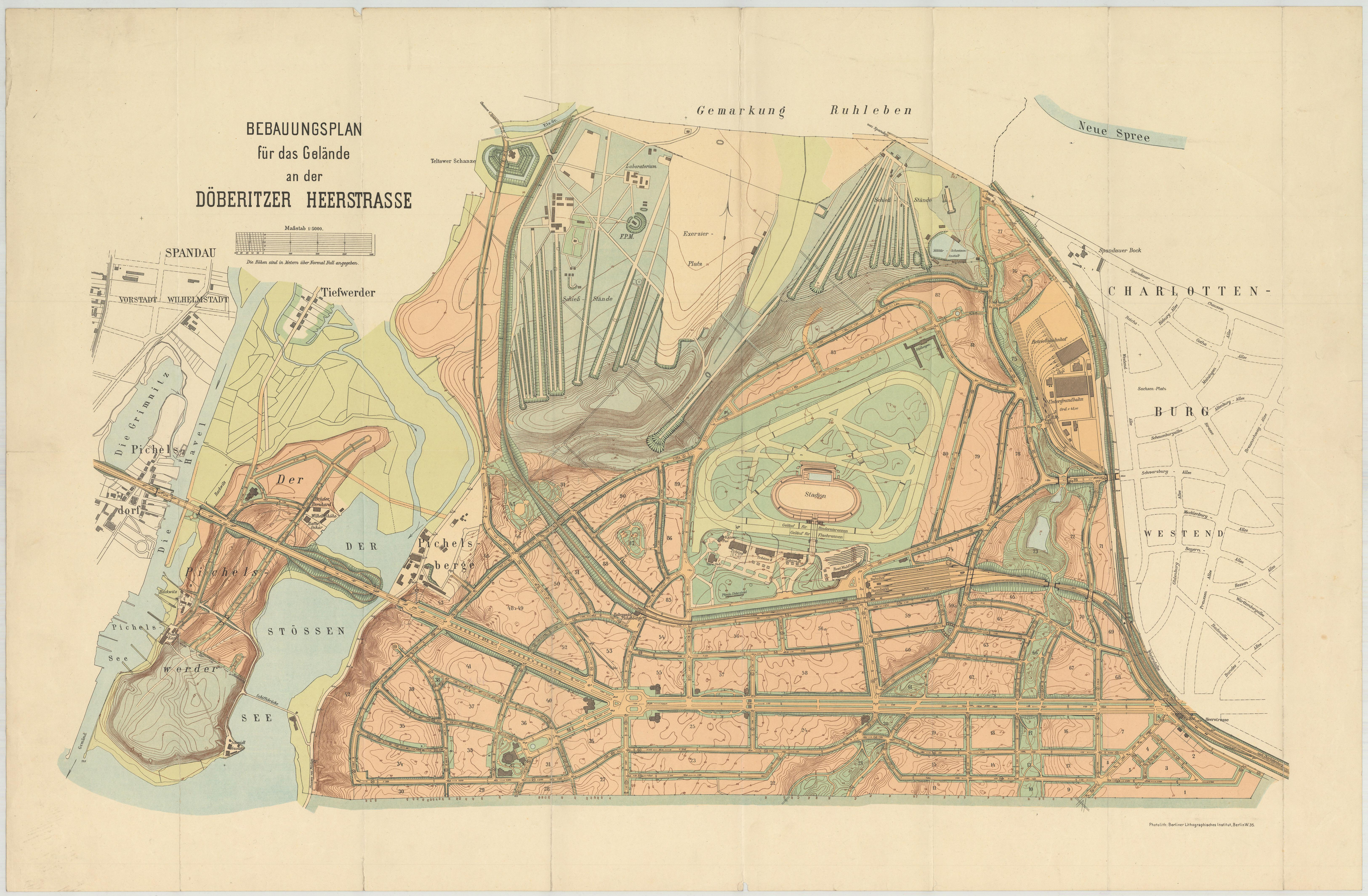
Bebauungsplan für das Gelände an der Döberitzer Heerstraße

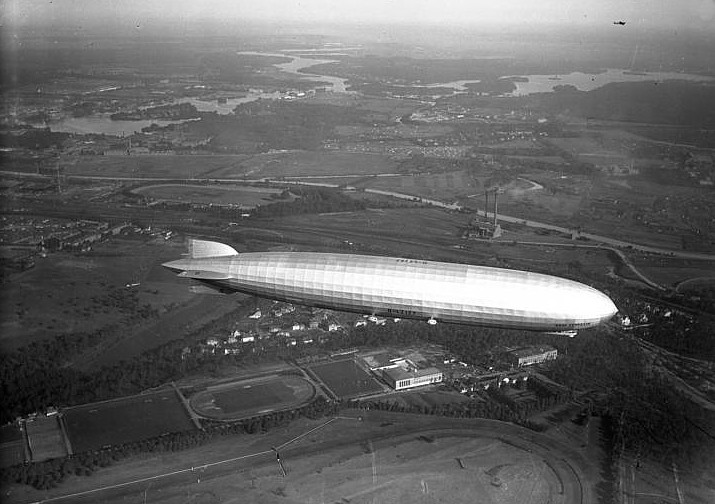
Graf Zeppelin LZ 127 über dem Deutschen Sportforum

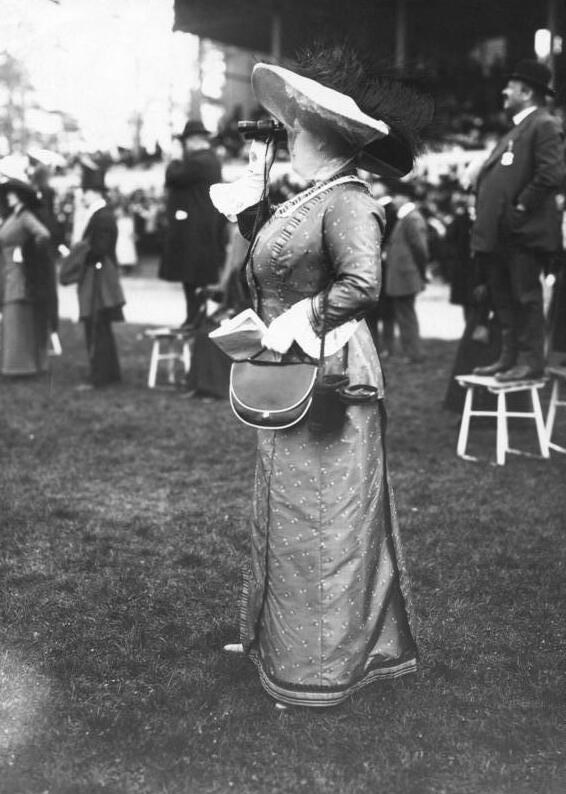
Besucherin auf der Rennbahn Grunewald

Die Rennbahn Grunewald war eine Pferdesportanlage im heutigen Berliner Ortsteil Westend des Bezirks Charlottenburg-Wilmersdorf. Die 1909 eröffnete Rennbahn bestand bis 1934, als sie dem Bau des Berliner Olympiastadions weichen musste.

## Lage und Architektur
Die Rennbahn befand sich am nördlichen Rand des Grunewaldes auf der sandigen Hochfläche des Teltow und wurde nach Norden durch das Tal der Spree und nach Westen durch die Murellenschlucht begrenzt. Sie nahm große Teile des heutigen Olympiageländes ein. Die Anlage hatte einen dreieckigen Grundriss und bot eine äußere 2400 Meter lange Flachbahn für Galopprennen sowie in deren Inneren unterschiedlich lange Hindernisrennbahnen. An der langen Zielgeraden entlang der heutigen Jesse-Owens-Allee reihten sich die Rennbahngebäude auf. Von Ost nach West erhob sich zunächst das dominante Gebäude des Hauptrestaurants Waldhaus, auf dessen Sockelgeschoss jetzt die Stadionterrassen am Südtor des Olympiastadions stehen. Vor dem Restaurant befanden sich zur Rennbahn hin abfallende Terrassen. Danach folgten drei Tribünengebäude, hinter denen sich die Totalisatoranlagen befanden, sowie ein Verwaltungsgebäude nahe dem Haupteingang (heute Eingang zu den Pferdestallungen neben dem Reiterstadion an der Jesse-Owens-Allee). Die Bauten waren passend zur Umgebung im Landhausstil gehalten. Abgeschlossen wurde die Anlage vom für die kaiserliche Familie Wilhelms II. reservierten Kaiserpavillon kurz hinter der Ziellinie.

## Geschichte
Als Ergänzung zu den östlich Berlins gelegenen Rennbahnen in Hoppegarten, Karlshorst und Strausberg sah der traditionsreiche Union-Klub Bedarf für eine weitere im aufstrebenden Berliner Westen gelegene Rennbahn. Im Jahr 1907 gründete der Union-Klub mit dem Verein für Hindernisrennen den Berliner Rennverein, der dann den im Rennbahnbau erfahrenen Architekten Otto March beauftragte, auf dem Waldgelände nördlich der Heerstraße eine Rennbahn zu errichten.
Bereits während der Planungsphase suchte der Deutsche Reichsausschuss für Olympische Spiele (DRAfOS) nach einem Gelände für ein Stadion zur Durchführung Olympischer Spiele. Das Gelände im Inneren der Rennbahn bot dafür ausreichend Platz. Der Zugang zum Stadion wurde bereits beim Bau als tunnelartiger Durchgang unter der Rennbahn angelegt. Dieser Tunnel mit einem Großer Marchhof genannten Ehrenhof zählt zu den wenigen bis heute erhaltenen Bauten der Rennbahn. Aus finanziellen Gründen verzögerte sich der Bau des Stadions. Erst 1913 wurde es als zentraler Austragungsort der Olympischen Spiele 1916 im Innenraum der Rennbahn versenkt angelegt, um den Blick auf das Renngeschehen nicht zu stören. Es erhielt den Namen Deutsches Stadion. Wegen des Ersten Weltkriegs fanden die Spiele nicht statt. Ein einflussreicher und engagierter Förderer sowohl der Rennbahn als auch des Deutschen Stadions und der Bewerbung für die Olympischen Spiele war Victor von Podbielski, bis 1906 preußischer Landwirtschaftsminister und Mitglied des Union-Klubs.
Nach dem Ersten Weltkrieg entstand die Deutsche Hochschule für Leibesübungen und das Deutsche Sportforum am nördlichen Rand der Rennbahn nahe dem Abhang nach Ruhleben.
Als Folge des Ersten Weltkriegs war Deutschland zunächst von den Olympischen Spielen ausgeschlossen worden. Erst zu den Spielen des Jahres 1928 waren deutsche Athleten wieder zugelassen. Damit erwuchs auch der Wunsch, die 1916 ausgefallenen Spiele nachzuholen. Für die Bewerbung um die Olympischen Spiele 1936 wurde der Sohn von Otto March, Werner March, mit Planungen für ein Stadion zur Durchführung der Spiele beauftragt. Seine Pläne sahen, auch wegen der angespannten wirtschaftlichen Lage, eine sparsame Lösung mit dem Umbau des Deutschen Stadions unter Erhaltung der umgebenden Rennbahn vor. Nachdem 1930 Deutschland die Olympischen Sommerspiele 1936 zugesprochen worden waren und 1933 die Nationalsozialisten die Macht übernommen hatten, entschied sich Adolf Hitler im Oktober 1933 für eine große Lösung mit einem Stadionneubau und einem großen Aufmarschgelände, dem Maifeld. Damit war das Ende der Rennbahn besiegelt. Die letzte Rennveranstaltung auf der Grunewaldbahn fand am 18. Oktober 1933 statt und im März 1934 begann der Abriss der Rennbahnbauten.

## Betrieb der Rennbahn
Die Eröffnung fand am 23. Mai 1909 in Anwesenheit des Kaiserpaares vor beachtlichen 40.000 Zuschauern statt. Tradition und Moderne begegneten sich, als Kaiser Wilhelm II. im Automobil und seine Gattin Auguste Viktoria in der Kutsche einfuhren. Für die Anreise wurde erstmals der ebenfalls neu errichtete Bahnhof Rennbahn (jetzt: S-Bahnhof Olympiastadion) an der Spandauer Vorortbahn angefahren. Danach fanden regelmäßig Pferderennen auf der modernen, zeitgemäßen Anforderungen entsprechenden, Rennbahn statt.
Während des Ersten Weltkriegs ging der Rennbetrieb stark zurück. Das Hauptrestaurant wurde zeitweise als Lazarett genutzt.
Ein Höhepunkt auf der Rennbahn war die Austragung des renommierten Deutschen Derbys im Juli 1919, das wegen der Hamburger Sülzeunruhen kurzfristig von der Galopprennbahn Hamburg-Horn nach Grunewald verlegt werden musste. Es siegte Gibraltar, geritten von Richard Kaiser aus dem Hauptgestüt Graditz.